# Silvana Carsetti
Silvana Eleonora Carsetti (sinh ngày 2 tháng 6 năm 1980) là một phóng viên và nhà bình luận quyền Anh trên truyền hình. Cô làm việc ở Argentina, trong một chương trình có tên Boxeo de Primera, được truyền vào mỗi tối thứ bảy tới đất nước của cô và hầu hết các quốc gia ở châu Mỹ trên TyC Sports. Cô cũng đã thực hiện một số công việc cho chương trình truyền hình Argentina Golpe a Golpe do Walter Nelson trình bày. Cô cũng định kỳ làm việc tại Hoa Kỳ, trên Fox Deportes.

## Tiểu sử
Silvana Carsetti tốt nghiệp đại học chuyên ngành báo chí thể thao. Cô thừa nhận mình không biết gì về quyền Anh khi bắt đầu học để trở thành một phóng viên truyền hình thể thao. Thay vào đó, cô thích bóng rổ, bóng đá, đua xe, bơi lội và bóng chuyền.

## Cá nhân
Cô là bạn gái cũ của Sergio Martinez. Họ gặp nhau vào năm 2009 và hẹn hò trong 13 tháng.

## Tranh cãi với Martinez
Sergio Martinez bị cáo buộc đã yêu cầu TyC Sports không gửi Carsetti tới Las Vegas, Nevada, để tường thuật trận đấu của anh với Julio Cesar Chavez, Jr. Trong khoảng thời gian này, Carsetti nói với một người phỏng vấn rằng Martinez đã bị cáo buộc đánh cô trong thời gian hai người có quan hệ; Người quản lý của Martinez Sampson Lewkowicz tuyên bố đó là anh ta chứ không phải Martinez là người đã ra lệnh cho đài truyền hình không gửi Carsetti để tường thuật cuộc thi đấu, và Carsetti sau đó đã thỏ thẻ rằng Martinez chưa bao giờ đánh cô.

## Công việc
Silvana Carsetti đã làm việc trong nghề truyền hình, cho cả TyC Sports và Fox Deportes en Espanol trên khắp thế giới, bao gồm Bangkok, Thái Lan, Cancun, Mexico  và Hoa Kỳ.
Cô đã phỏng vấn một số võ sĩ nổi tiếng, bao gồm Jackie Nava Omar Narvaez, Nonito Donaire  và Lucas Matthysse.